# Regionaler Naturpark Ballons des Vosges

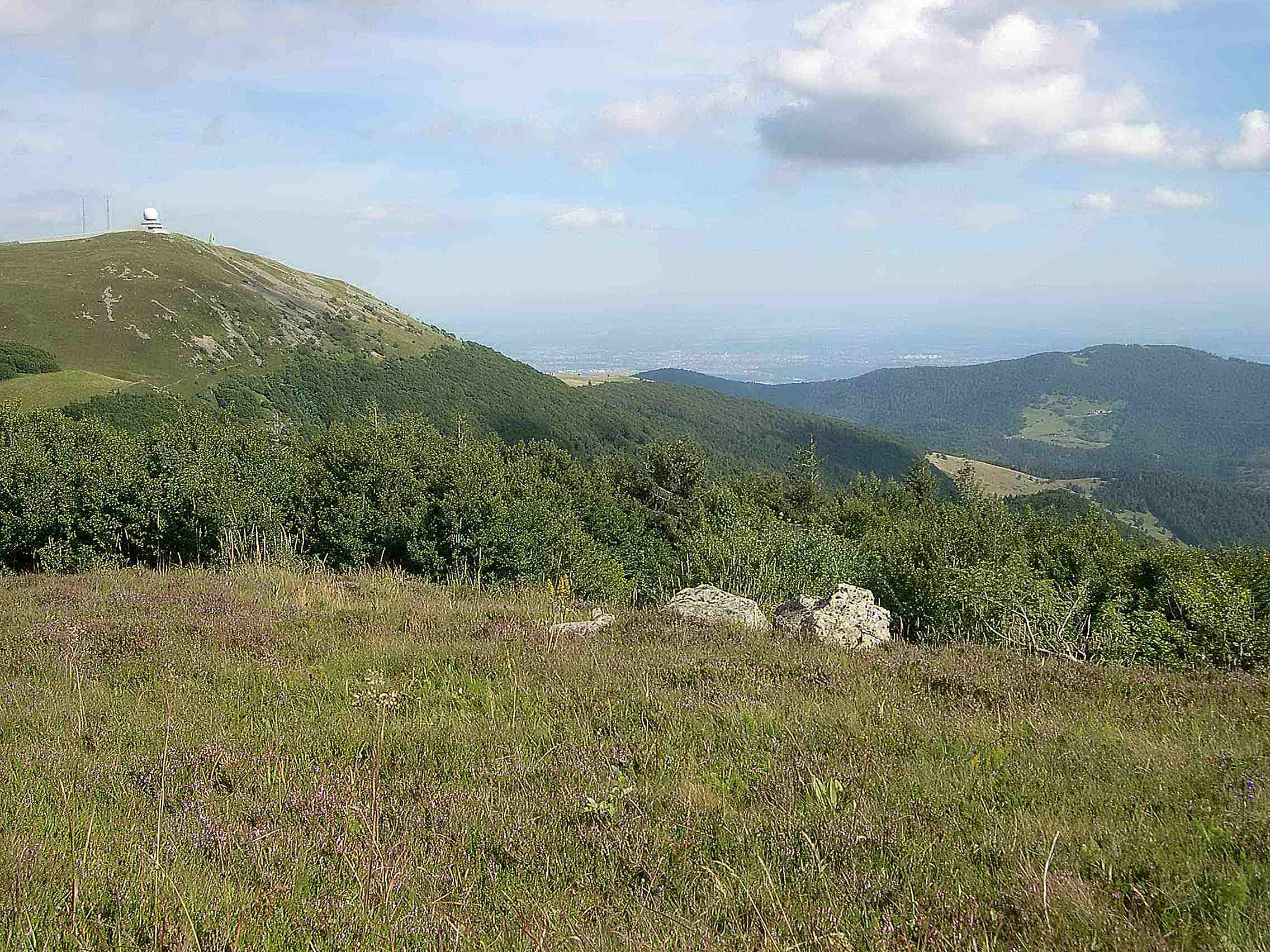
Blick vom Storkenkopf

Logo des Naturparks

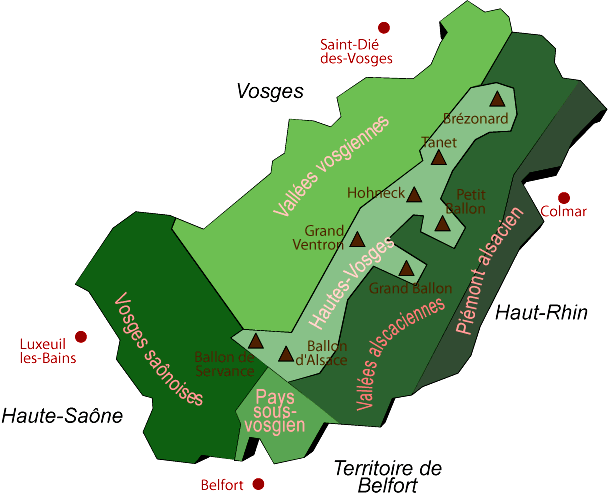
Plan des Naturparks

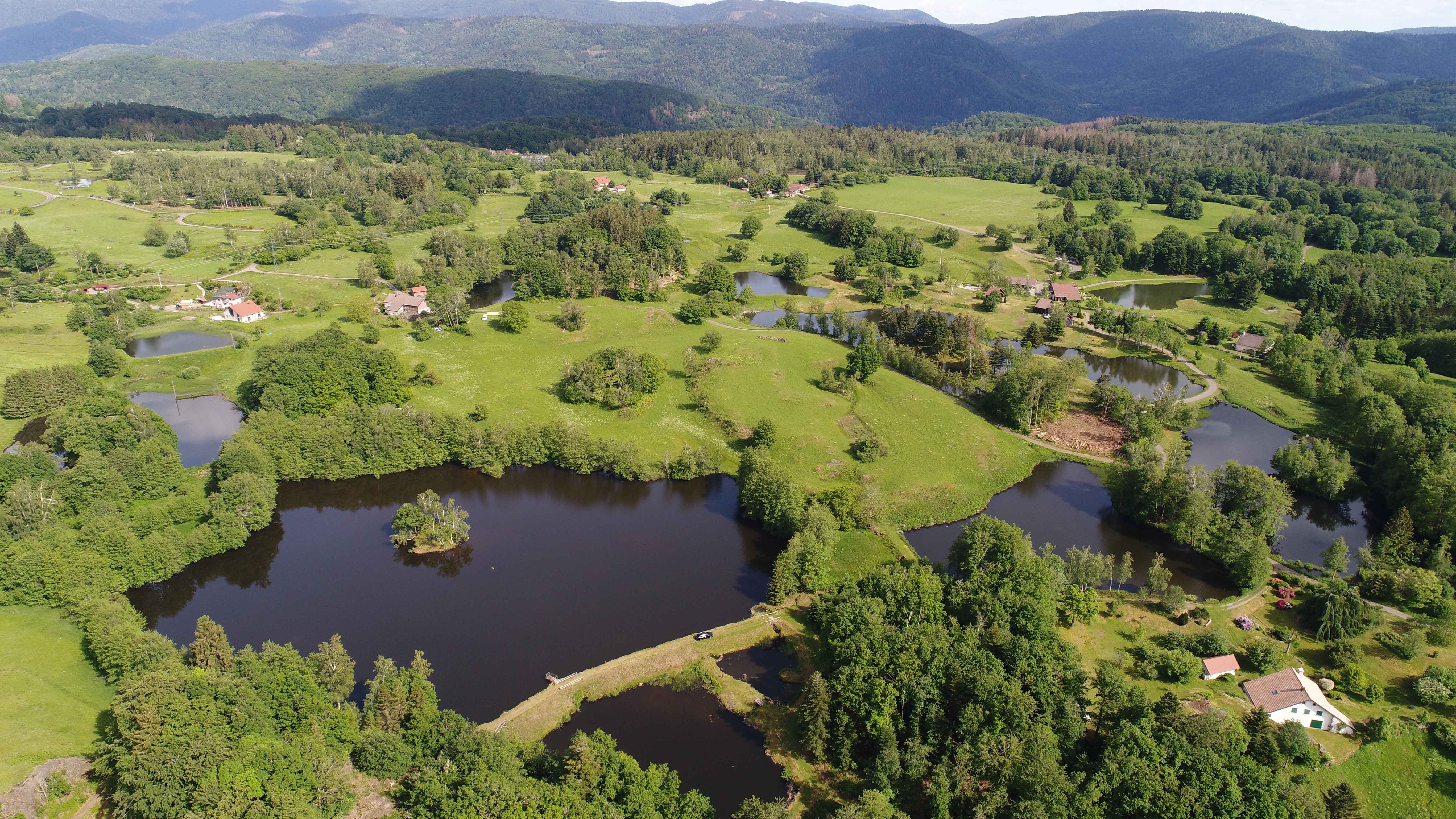
Landschaft Plateau des Mille Étangs

Der Regionale Naturpark Ballons des Vosges (frz. Parc naturel régional des Ballons des Vosges) ist ein Naturpark in Frankreich. Er wurde am 5. Juni 1989 gegründet und umfasst eine Fläche von rund 300.000 Hektar sowie einen Siedlungsbereich von 254.000 Einwohnern. Der Naturpark besteht aus insgesamt 208 Gemeinden. Diese befinden sich verteilt auf zwei Regionen Frankreichs:
- in der Region Grand Est:
  - Département Haut-Rhin (109 Gemeinden)
  - Département Vosges (47 Gemeinden)

- in der Region Bourgogne-Franche-Comté:
  - Département Haute-Saône (36 Gemeinden) und
  - Département Territoire de Belfort (16 Gemeinden)

Zu den 208 Gründungsgemeinden sind noch 4 weitere hinzuzufügen, die als Zugangsorte mit dem Park assoziiert sind. Es sind dies:
- Colmar
- Lure
- Remiremont
- Saint-Dié-des-Vosges

Die Parkverwaltung hat ihren Sitz in der Gemeinde Munster, (48° 2′ 24″ N, 7° 8′ 14″ O).

## Landschaft
Der Park gruppiert sich um den südlichen Teil der Vogesen, deren Gipfel hier die größten Höhen des Massivs erreichen, man spricht daher auch von den Hochvogesen. Die Gipfelformen sind durch vorzeitliche Gletscherbewegungen zu runden Kuppen abgeschliffen, die als Belchen (französisch Ballons) bezeichnet werden. Die wichtigsten Gipfel sind:
- Großer Belchen (Grand Ballon) (1424 m)
- Hohneck (1363 m)
- Tanet (1292 m)
- Kahler Wasen (Petit Ballon) (1272 m)
- Elsässer Belchen (Ballon d’Alsace) (1247 m)
- Grand Brézouard (1229 m)
- Drumont (1223 m)
- Ballon de Servance (1216 m)
- Grand Ventron (1204 m)
- Planche des Belles Filles (1148 m)

Der Vogesen-Kamm wird durch eine Kammstraße, die Route des Crêtes, erschlossen. Die weitgehend baumlose Landschaft ist nicht dauerhaft besiedelt, sondern dient überwiegend der Almwirtschaft und dem Tourismus.
Im Norden schließen die Nordvogesen an, für die ein eigener Naturpark, der Regionale Naturpark „Vosges du Nord“, besteht.
Die Ausläufer der Vogesen Richtung West, Südwest, Süd und Ost sind großteils in den Naturpark eingebunden. Diese Bereiche weisen eine wesentlich höhere Bevölkerungsdichte auf und werden für Landwirtschaft und Industrie vielfältig genutzt. Der Auftrag des Naturparks besteht hier darin, ein beständiges Gleichgewicht zwischen dem Schutz des natürlichen und kulturellen Erbes und einer nachhaltigen örtlichen Entwicklung zu suchen.
Das Plateau des Mille Étangs ist ein Gebiet mit Teichen, die während der letzten Kaltzeit entstanden sind im nordöstlichen Teil das Départements Haute-Saône. Diese Region, die größtenteils mit Wald bedeckt ist, ist aufgrund ihrer Feuchtgebiete, in denen sich bemerkenswerte Biotope befinden, die an eine kalte und feuchte Umgebung angepasst sind, von ökologischem Interesse.

## Die Aufgabenbereiche des Regionalen Naturparks Ballons des Vosges
Der Naturpark wurde im Jahr 1989 gegründet. Er hat vier Aufgabenbereiche:
- Schutz der Natur
- Raum- und Ressourcenplanung
- wirtschaftliche Aktivitäten
- soziale Entwicklung

### Der Schutz der Natur
Der Regionale Naturpark Ballons des Vosges wurde geschaffen, um die Hochvogesen, das Plateau der Tausend Seen, die Täler und die elsässische Vorbergzone, die Fauna und Flora zu schützen. Eine Wiederbewaldung dieser Gebiete soll verhindert werden.

### Die Raum- und Ressourcenplanung
Das Gebiet wird von Zersiedelung bedroht, die insbesondere in den Tälern des Regionalen Naturparks zum Problem wird.

### Die wirtschaftlichen Aktivitäten
Es gibt wirtschaftliche Aktivitäten in dem Naturpark der Ballons des Vosges: Tourismus, Landwirtschaft, Waldwirtschaft, Handwerk, Industrie und Dienstleistungen. Das Ziel des Parks ist es, lokale Ressourcen und lokales Fachwissen zu fördern sowie kurze Handelswege zu entwickeln. Damit will der Parc des Ballons des Vosges die Authentizität des Gebiets fördern.